# Нисихара (посёлок)
Нисихара (яп. 西原町 Нисихара-тё:) — посёлок в Японии, находящийся в уезде Накагами префектуры Окинава. Площадь посёлка составляет 15,84 км², население — 34 467 человек (1 августа 2014), плотность населения — 2175,95 чел./км².

## Географическое положение
Посёлок расположен на острове Окинава в префектуре Окинава региона Кюсю. С ним граничат города Наха, Урасоэ, Гинован, посёлки Хаэбару, Йонабару и село Накагусуку.

## Население
Население посёлка составляет 34 467 человек (1 августа 2014), а плотность — 2175,95 чел./км². Изменение численности населения с 1980 по 2005 годы:
| 1980 | 16 305 чел. |  |
| 1985 | 21 981 чел. |  |
| 1990 | 25 489 чел. |  |
| 1995 | 28 516 чел. |  |
| 2000 | 32 777 чел. |  |
| 2005 | 33 733 чел. |  |

## Символика
Деревом посёлка считается Ficus microcarpa, цветком — бугенвиллея.